# Буштень
Буштень, Буштені (рум. Bușteni) — місто у повіті Прахова в Румунії. Адміністративно місту також підпорядковане село Пояна-Цапулуй (населення 2750 осіб, 2002 рік).
Місто розташоване на відстані 116 км на північ від Бухареста, 65 км на північний захід від Плоєшті, 27 км на південь від Брашова.

## Населення
За даними перепису населення 2002 року у місті проживали 10 463 особи.
Національний склад населення міста:
| Національність   | Кількість осіб | Відсоток |
| ---------------- | -------------- | -------- |
| румуни           | 10368          | 99,1%    |
| цигани           | 44             | 0,4%     |
| угорці           | 25             | 0,2%     |
| німці            | 15             | 0,1%     |
| росіяни-липовани | 2              | < 0,1%   |
| греки            | 2              | < 0,1%   |
| турки            | 1              | < 0,1%   |
| серби            | 1              | < 0,1%   |
| болгари          | 1              | < 0,1%   |
| євреї            | 1              | < 0,1%   |
| італійці         | 1              | < 0,1%   |
| чанго            | 1              | < 0,1%   |

Рідною мовою назвали:
| Мова       | Кількість осіб | Відсоток |
| ---------- | -------------- | -------- |
| румунська  | 10424          | 99,6%    |
| угорська   | 25             | 0,2%     |
| німецька   | 9              | 0,1%     |
| російська  | 2              | < 0,1%   |
| сербська   | 1              | < 0,1%   |
| грецька    | 1              | < 0,1%   |
| італійська | 1              | < 0,1%   |

Склад населення міста за віросповіданням:
| Релігія                                       | Кількість осіб | Відсоток |
| --------------------------------------------- | -------------- | -------- |
| православні                                   | 10202          | 97,5%    |
| римо-католики                                 | 50             | 0,5%     |
| п'ятдесятники                                 | 35             | 0,3%     |
| лютерани                                      | 31             | 0,3%     |
| баптисти                                      | 29             | 0,3%     |
| адвентисти                                    | 29             | 0,3%     |
| греко-католики                                | 23             | 0,2%     |
| реформати                                     | 14             | 0,1%     |
| лютерани (Синодально-пресвітеріанська церква) | 8              | 0,1%     |
| атеїсти                                       | 5              | < 0,1%   |
| бретрени                                      | 3              | < 0,1%   |
| унітарії                                      | 1              | < 0,1%   |
| лютерани (Аугсбурзького сповідання)           | 1              | < 0,1%   |
| юдеї                                          | 1              | < 0,1%   |
| не релігійні                                  | 1              | < 0,1%   |
| не вказали релігію                            | 2              | < 0,1%   |

## Зовнішні посилання
- Дані про місто Буштень на сайті Ghidul Primăriilor [Архівовано 28 грудня 2011 у Wayback Machine.]